# Chiesa di Santo Stefano a Cornetole
La chiesa di Santo Stefano a Cornetole si trova nella frazione di Campomigliaio del comune di Scarperia e San Piero, a destra del torrente Carza. 
Questa chiesa è ricordata fino dal 1123, anche se ha avuto una ricostruzione nel 1848-1850. I suoi patroni furono i Pitti-Gaddi e poi i Medici.
Interno si presenta ad un'unica navata con volta a botte e tre altari. Appartiene alla chiesa una interessante scultura in terracotta policroma del XV secolo raffigurante la Vergine orante o Madonna dell'Umiltà.